# Collettea wilsoni
Collettea wilsoni är en kräftdjursart som beskrevs av Larsen 1999. Collettea wilsoni ingår i släktet Collettea och familjen Colletteidae. Inga underarter finns listade i Catalogue of Life.